# Az Eurovíziós Dalfesztivál győzteseinek listája

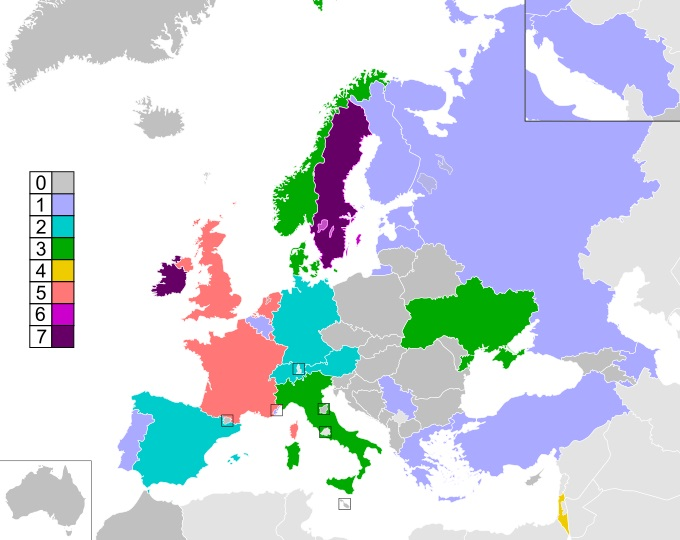
Az Eurovíziós Dalfesztiválok győzteseit ábrázoló térkép. A színek a győzelmek számát jelölik.

Az alábbi lista az Eurovíziós Dalfesztivál győzteseit sorolja fel.

## Győztesek
| Év   | Ország                            | Előadó                                | Dal                               | Szerző(k)                                                                                         | Karmester           | Forrás |
| ---- | --------------------------------- | ------------------------------------- | --------------------------------- | ------------------------------------------------------------------------------------------------- | ------------------- | ------ |
| 1956 | Svájc                             | Lys Assia                             | Refrain                           | Géo Voumard Émile Gardaz                                                                          | Fernando Paggi      | [ 1 ]  |
| 1957 | Hollandia                         | Corry Brokken                         | Net als toen                      | Guus Jansen Willy van Hemert                                                                      | Dolf van der Linden | [ 2 ]  |
| 1958 | Franciaország                     | André Claveau                         | Dors, mon amour                   | Hubert Giraud Pierre Delanoë                                                                      | Franck Pourcel      | [ 3 ]  |
| 1959 | Hollandia                         | Teddy Scholten                        | Een beetje                        | Dick Schallies Willy van Hemert                                                                   | Dolf van der Linden | [ 4 ]  |
| 1960 | Franciaország                     | Jacqueline Boyer                      | Tom Pillibi                       | André Popp Pierre Cour                                                                            | Franck Pourcel      | [ 5 ]  |
|      |                                   |                                       |                                   |                                                                                                   |                     |        |
| 1961 | Luxemburg                         | Jean-Claude Pascal                    | Nous les amoureux                 | Jacques Datin Maurice Vidalin                                                                     | Léo Chauliac        | [ 6 ]  |
| 1962 | Franciaország                     | Isabelle Aubret                       | Un premier amour                  | Claude-Henri Vic Roland Valade                                                                    | Franck Pourcel      | [ 7 ]  |
| 1963 | Dánia                             | Grethe és Jørgen Ingmann              | Dansevise                         | Otto Francker Sejr Volmer-Sørensen                                                                | Kai Mortensen       | [ 8 ]  |
| 1964 | Olaszország                       | Gigliola Cinquetti                    | Non ho l’età                      | Nicola Salerno Mario Panzeri                                                                      | Gianfranco Monaldi  | [ 9 ]  |
| 1965 | Luxemburg                         | France Gall                           | Poupée de cire, poupée de son     | Serge Gainsbourg                                                                                  | Alain Goraguer      | [ 10 ] |
| 1966 | Ausztria                          | Udo Jürgens                           | Merci, Chérie                     | Udo Jürgens Thomas Hörbiger                                                                       | Hans Hammerschmid   | [ 11 ] |
| 1967 | Egyesült Királyság                | Sandie Shaw                           | Puppet on a String                | Bill Martin Phil Coulter                                                                          | Kenny Woodman       | [ 12 ] |
| 1968 | Spanyolország                     | Massiel                               | La, la, la                        | Manuel de la Calva Ramón Arcusa                                                                   | Rafaele Ibarbia     | [ 13 ] |
| 1969 | Egyesült Királyság                | Lulu                                  | Boom Bang-a-Bang                  | Alan Moorhouse Peter Warne                                                                        | Johnny Harris       | [ 14 ] |
| 1969 | Franciaország                     | Frida Boccara                         | Un jour, un enfant                | Émile Stern Eddy Marnay                                                                           | Franck Pourcel      | [ 15 ] |
| 1969 | Hollandia                         | Lenny Kuhr                            | De troubadour                     | David Hartsema Lenny Kuhr                                                                         | Frans de Kock       | [ 16 ] |
| 1969 | Spanyolország                     | Salomé                                | Vivo cantando                     | María José de Cerato Aniano Alcalde                                                               | Augusto Algueró     | [ 17 ] |
| 1970 | Írország                          | Dana                                  | All Kinds of Everything           | Derry Lindsay Jackie Smith                                                                        | Dolf van der Linden | [ 18 ] |
|      |                                   |                                       |                                   |                                                                                                   |                     |        |
| 1971 | Monaco                            | Séverine                              | Un banc, un arbre, une rue        | Jean-Pierre Bourtayre Yves Dessca                                                                 | Jean-Claude Petit   | [ 19 ] |
| 1972 | Luxemburg                         | Vicky Leandros                        | Après toi                         | Leo Leandros Klaus Munro Yves Dessca                                                              | Klaus Munro         | [ 20 ] |
| 1973 | Luxemburg                         | Anne-Marie David                      | Tu te reconnaîtras                | Claude Morgan Vline Buggy                                                                         | Pierre Cao          | [ 21 ] |
| 1974 | Svédország                        | ABBA                                  | Waterloo                          | Benny Andersson Björn Ulvaeus Stig Anderson                                                       | Sven-Olof Walldoff  | [ 22 ] |
| 1975 | Hollandia                         | Teach-In                              | Ding-A-Dong                       | Dick Bakker Will Luikinga Eddy Ouwens                                                             | Harry van Hoof      | [ 23 ] |
| 1976 | Egyesült Királyság                | Brotherhood of Man                    | Save Your Kisses for Me           | Tony Hiller Lee Sheriden Martin Lee                                                               | Alyn Ainsworth      | [ 24 ] |
| 1977 | Franciaország                     | Marie Myriam                          | L’oiseau et l’enfant              | Jean-Paul Cara Joe Gracy                                                                          | Raymond Donnez      | [ 25 ] |
| 1978 | Izrael                            | Izhar Cohen és az Alphabeta           | A-Ba-Ni-Bi                        | Nurit Hirs Ehud Manor                                                                             | Nurit Hirs          | [ 26 ] |
| 1979 | Izrael                            | Gali Atari & Milk and Honey           | Hallelujah                        | Kobi Osrat Simrit Orr                                                                             | Kobi Osrat          | [ 27 ] |
| 1980 | Írország                          | Johnny Logan                          | What’s Another Year?              | Shay Healy                                                                                        | Noel Kelehan        | [ 28 ] |
|      |                                   |                                       |                                   |                                                                                                   |                     |        |
| 1981 | Egyesült Királyság                | Bucks Fizz                            | Making Your Mind Up               | Andy Hill John Danter                                                                             | John Coleman        | [ 29 ] |
| 1982 | Németország                       | Nicole                                | Ein bißchen Frieden               | Ralph Siegel Bernd Meinunger                                                                      | Norbert Daum        | [ 30 ] |
| 1983 | Luxemburg                         | Corinne Hermès                        | Si la vie est cadeau              | Jean-Pierre Millers Alain Garcia                                                                  | Michel Bernholc     | [ 31 ] |
| 1984 | Svédország                        | Herreys                               | Diggi-Loo Diggi-Ley               | Torgny Söderberg Britt Lindeborg                                                                  | Curt-Eric Holmquist | [ 32 ] |
| 1985 | Norvégia                          | Bobbysocks!                           | La det swinge                     | Rolf Løvland                                                                                      | Terje Fjærn         | [ 33 ] |
| 1986 | Belgium                           | Sandra Kim                            | J’aime la vie                     | Jean-Paul Furnémont Angelo Crisci Rosario Marino Atria                                            | Jo Carlier          | [ 34 ] |
| 1987 | Írország                          | Johnny Logan                          | Hold Me Now                       | Johnny Logan                                                                                      | Noel Kelehan        | [ 35 ] |
| 1988 | Svájc                             | Céline Dion                           | Ne partez pas sans moi            | Nella Martinetti Atilla Şereftuğ                                                                  | Atilla Şereftuğ     | [ 36 ] |
| 1989 | Jugoszlávia                       | Riva                                  | Rock Me                           | Rajko Dujmić Stevo Cvikić                                                                         | Nikica Kalogjera    | [ 37 ] |
| 1990 | Olaszország                       | Toto Cutugno                          | Insieme: 1992                     | Toto Cutugno                                                                                      | Gianni Madonini     | [ 38 ] |
|      |                                   |                                       |                                   |                                                                                                   |                     |        |
| 1991 | Svédország                        | Carola                                | Fångad av en stormvind            | Stephan Berg                                                                                      | Anders Berglund     | [ 39 ] |
| 1992 | Írország                          | Linda Martin                          | Why Me?                           | Johnny Logan                                                                                      | Noel Kelehan        | [ 40 ] |
| 1993 | Írország                          | Niamh Kavanagh                        | In Your Eyes                      | Jimmy Walsh                                                                                       | Noel Kelehan        | [ 41 ] |
| 1994 | Írország                          | Paul Harrington és Charlie McGettigan | Rock ’n’ Roll Kids                | Brendan Graham                                                                                    | Nem volt karmester  | [ 42 ] |
| 1995 | Norvégia                          | Secret Garden                         | Nocturne                          | Rolf Løvland Petter Skavlan                                                                       | Geir Langslet       | [ 43 ] |
| 1996 | Írország                          | Eimear Quinn                          | The Voice                         | Brendan Graham                                                                                    | Noel Kelehan        | [ 44 ] |
| 1997 | Egyesült Királyság                | Katrina and the Waves                 | Love Shine a Light                | Kimberley Rew                                                                                     | Don Airey           | [ 45 ] |
| 1998 | Izrael                            | Dana International                    | Diva                              | Zvika Pick Joav Ginai                                                                             | Nem volt karmester  | [ 46 ] |
| 1999 | Svédország                        | Charlotte Nilsson                     | Take Me to Your Heaven            | Lars Diedricson Marcos Ubeda                                                                      | Nem volt karmester  | [ 47 ] |
| 2000 | Dánia                             | Olsen Brothers                        | Fly on the Wings of Love          | Jørgen Olsen                                                                                      | Nem volt karmester  | [ 48 ] |
|      |                                   |                                       |                                   |                                                                                                   | Nem volt karmester  |        |
| 2001 | Észtország                        | Tanel Padar, Dave Benton és 2XL       | Everybody                         | Ivar Must Maian-Anna Kärmas                                                                       | Nem volt karmester  | [ 49 ] |
| 2002 | Lettország                        | Marie N                               | I Wanna                           | Marija Naumova Marats Samauskis                                                                   | Nem volt karmester  | [ 50 ] |
| 2003 | Törökország                       | Sertab Erener                         | Everyway That I Can               | Demir Demirkan Sertab Erener                                                                      | Nem volt karmester  | [ 51 ] |
| 2004 | Ukrajna                           | Ruslana                               | Wild Dances                       | Ruszlana Lizsicsko Olekszandr Kszenofontov                                                        | Nem volt karmester  | [ 52 ] |
| 2005 | Görögország                       | Helena Paparizou                      | My Number One                     | Manosz Pszaltakisz Christos Dantis Natalia Germanou                                               | Nem volt karmester  | [ 53 ] |
| 2006 | Finnország                        | Lordi                                 | Hard Rock Hallelujah              | Mr. Lordi                                                                                         | Nem volt karmester  | [ 54 ] |
| 2007 | Szerbia                           | Marija Šerifović                      | Molitva                           | Vladimir Graić Saša Milošević Mare                                                                | Nem volt karmester  | [ 55 ] |
| 2008 | Oroszország                       | Dima Bilan                            | Believe                           | Jim Beanz Dima Bilan                                                                              | Nem volt karmester  | [ 56 ] |
| 2009 | Norvégia                          | Alexander Rybak                       | Fairytale                         | Alexander Rybak                                                                                   | Nem volt karmester  | [ 57 ] |
| 2010 | Németország                       | Lena                                  | Satellite                         | Julie Frost John Gordon                                                                           | Nem volt karmester  | [ 58 ] |
|      |                                   |                                       |                                   |                                                                                                   | Nem volt karmester  |        |
| 2011 | Azerbajdzsán                      | Ell/Nikki                             | Running Scared                    | Stefan Örn Sandra Bjurman Iain James Farquharson                                                  | Nem volt karmester  | [ 59 ] |
| 2012 | Svédország                        | Loreen                                | Euphoria                          | Thomas G:son Peter Boström                                                                        | Nem volt karmester  | [ 60 ] |
| 2013 | Dánia                             | Emmelie de Forest                     | Only Teardrops                    | Lise Cabble Julia Fabrin Jakobsen Thomas Stengaard                                                | Nem volt karmester  | [ 61 ] |
| 2014 | Ausztria                          | Conchita Wurst                        | Rise Like a Phoenix               | Charlie Mason Joey Patulka Ali Zuckowski Julian Maas                                              | Nem volt karmester  | [ 62 ] |
| 2015 | Svédország                        | Måns Zelmerlöw                        | Heroes                            | Anton Hård af Segerstad Joy Deb Linnea Deb                                                        | Nem volt karmester  | [ 63 ] |
| 2016 | Ukrajna                           | Jamala                                | 1944                              | Jamala                                                                                            | Nem volt karmester  | [ 64 ] |
| 2017 | Portugália                        | Salvador Sobral                       | Amar pelos dois                   | Luísa Sobral                                                                                      | Nem volt karmester  | [ 65 ] |
| 2018 | Izrael                            | Netta                                 | Toy                               | Doron Medalie Stav Beger                                                                          | Nem volt karmester  | [ 66 ] |
| 2019 | Hollandia                         | Duncan Laurence                       | Arcade                            | Duncan Laurence Joel Sjöö Wouter Hardy Will Knox                                                  | Nem volt karmester  | [ 67 ] |
| 2020 | Elmaradt a Covid19-pandémia miatt | Elmaradt a Covid19-pandémia miatt     | Elmaradt a Covid19-pandémia miatt | Elmaradt a Covid19-pandémia miatt                                                                 | Nem volt karmester  | [ 68 ] |
|      |                                   |                                       |                                   |                                                                                                   | Nem volt karmester  |        |
| 2021 | Olaszország                       | Måneskin                              | Zitti e buoni                     | Damiano David Ethan Torchio Thomas Raggi Victoria De Angelis                                      | Nem volt karmester  | [ 69 ] |
| 2022 | Ukrajna                           | Kalush Orchestra                      | Stefania                          | Ihor Gyidencsuk Ivan Klimenko Oleh Pszjuk Timofij Muzicsuk Vitalij Duzsik                         | Nem volt karmester  | [ 70 ] |
| 2023 | Svédország                        | Loreen                                | Tattoo                            | Jimmy "Joker" Thörnfeldt Jimmy Jansson Lorine Talhaoui Moa Carlebecker Peter Boström Thomas G:son | Nem volt karmester  | [ 71 ] |
| 2024 | Svájc                             | Nemo                                  | The Code                          | Benjamin Alasu Linda Dale Nemo Mettler Lasse Nymann                                               | Nem volt karmester  | [ 72 ] |
| 2025 | Ausztria                          | JJ                                    | Wasted Love                       | Johannes Pietsch Teodora Špirić Thomas Thurner                                                    | Nem volt karmester  | [ 73 ] |

### Éremtáblázat
| Helyezés | Ország                | Arany | Ezüst | Bronz | Összesen |
| -------- | --------------------- | ----- | ----- | ----- | -------- |
| 1.       | Írország              | 7     | 4     | 1     | 12       |
| 2.       | Svédország            | 7     | 1     | 6     | 14       |
| 3.       | Egyesült Királyság    | 5     | 16    | 3     | 24       |
| 4.       | Franciaország         | 5     | 5     | 7     | 17       |
| 5.       | Hollandia             | 5     | 1     | 1     | 7        |
| 6.       | Luxemburg             | 5     | 0     | 4     | 9        |
| 7.       | Izrael                | 4     | 3     | 2     | 9        |
| 8.       | Olaszország           | 3     | 3     | 5     | 11       |
| 9.       | Svájc                 | 3     | 3     | 4     | 11       |
| 10.      | Ukrajna               | 3     | 2     | 2     | 7        |
| 11.      | Dánia                 | 3     | 1     | 3     | 7        |
| 12.      | Norvégia              | 3     | 1     | 1     | 5        |
| 13.      | Ausztria              | 3     | 0     | 1     | 4        |
| 14.      | Németország           | 2     | 4     | 5     | 11       |
| 15.      | Spanyolország         | 2     | 4     | 2     | 8        |
| 16.      | Oroszország           | 1     | 4     | 4     | 9        |
| 17.      | Belgium               | 1     | 2     | 0     | 3        |
| 18.      | Monaco                | 1     | 1     | 3     | 5        |
| 19.      | Görögország           | 1     | 0     | 3     | 4        |
| 20.      | Azerbajdzsán          | 1     | 1     | 1     | 3        |
| 20.      | Törökország           | 1     | 1     | 1     | 3        |
| 21.      | Finnország            | 1     | 1     | 0     | 2        |
| 22.      | Észtország            | 1     | 0     | 2     | 2        |
| 23.      | Lettország            | 1     | 0     | 1     | 2        |
| 23.      | Szerbia               | 1     | 0     | 1     | 2        |
| 26.      | Portugália            | 1     | 0     | 0     | 1        |
| 26.      | Jugoszlávia           | 1     | 0     | 0     | 1        |
| 27.      | Málta                 | 0     | 2     | 2     | 4        |
| 28.      | Izland                | 0     | 2     | 0     | 2        |
| 29.      | Ausztrália            | 0     | 1     | 0     | 1        |
| 29.      | Bulgária              | 0     | 1     | 0     | 1        |
| 29.      | Ciprus                | 0     | 1     | 0     | 1        |
| 29.      | Horvátország          | 0     | 1     | 0     | 1        |
| 29.      | Lengyelország         | 0     | 1     | 0     | 1        |
| 29.      | Szerbia és Montenegró | 0     | 1     | 0     | 1        |
| 35.      | Románia               | 0     | 0     | 2     | 2        |
| 36.      | Bosznia-Hercegovina   | 0     | 0     | 1     | 1        |
| 36.      | Moldova               | 0     | 0     | 1     | 1        |